# Nāḩiyat ‘Ayn ‘Īsá
Nāḩiyat ‘Ayn ‘Īsá (arabiska: ناحية عين عيسى) är ett subdistrikt i Syrien.   Det ligger i provinsen ar-Raqqah, i den norra delen av landet, 400 km nordost om huvudstaden Damaskus.
Trakten runt Nāḩiyat ‘Ayn ‘Īsá är ofruktbar med lite eller ingen växtlighet. Runt Nāḩiyat ‘Ayn ‘Īsá är det ganska tätbefolkat, med 83 invånare per kvadratkilometer.